# Augochloropsis semilaeta
Augochloropsis semilaeta är en biart som först beskrevs av Cockerell 1923.  Augochloropsis semilaeta ingår i släktet Augochloropsis och familjen vägbin. Inga underarter finns listade.